# 杜宇 (射击运动员)
杜宇（1986年10月19日—），河南人，中国男子射击運動員。

## 簡介
2012年，杜宇代表中国出戰英國倫敦舉行的奥林匹克运动会射擊比賽男子不定向飛靶賽事。
2018年，国际射击联合会世界杯第五站飞碟项目的比赛中，杜宇在男子飞碟多向比赛中获得银牌。2021年2月6日，国家飞碟射击队东京奥运会最终队伍选拔赛第三场在福建莆田收，杜宇在本场选拔赛中发挥出色摘得男子多向的冠军。